# Queyssac
Queyssac (okzitanisch: Caissac) ist eine französische Gemeinde mit 530 Einwohnern (Stand: 1. Januar 2022) im Département Dordogne in der Region Nouvelle-Aquitaine (bis 2015 Aquitanien). Sie gehört zum Arrondissement Bergerac und zum Gemeindeverband Agglomération Bergeracoise. Die Einwohner nennen sich Queyssacois.

## Geografie
Die Gemeinde Queyssac liegt am Südrand des Périgord Blanc an der Seyze, einem Nebenfluss der Caudeau, etwa zehn Kilometer nordöstlich von Bergerac und etwa 100 Kilometer östlich von Bordeaux. Im sehr waldreichen Gemeindeareal verteilen sich mehrere Weiler auf Rodungsinseln, so unter anderem Le Mortier, Floyrac, Les Archets, Le Reclaussou, Parouty, Le Grand Bos, La Mouthe und Pinceguerre (teilweise). Nahe Pinceguerre liegt mit 173 m über dem Meer der höchste Punkt im Gemeindegebiet. Umgeben wird Queyssac von den Nachbargemeinden Saint-Julien-de-Crempse im Norden, Campsegret im Nordosten, Lamonzie-Montastruc im Osten, Lembras im Süden sowie Maurens im Westen.

## Geschichte
Eine frühe Besiedlung des heutigen Gemeindegebietes kann durch prähistorische Funde aus der Altsteinzeit und der Jungsteinzeit belegt werden.
Der Ursprung des Ortsnamens Queyssac leitet sich von einer Domäne eines gallo-römischen Besitzers namens Cassius oder Cursus ab.
Aus dem Mittelalter sind mehrere Höhlenwohnungen (cluzeaux) überliefert.
Die Kirche Saint-Pierre-ès-Liens wurde im 11. und 12. Jahrhundert errichtet, die ersten Hinweise auf den Ort erscheinen aber erst im 13. Jahrhundert als Corssac und dann am Ende des 14. Jahrhunderts als Quayssacum.
Auf der Carte de Cassini, die zwischen 1756 und 1789 entstand, wurde das Dorf Queyssec genannt.

### Bevölkerungsentwicklung
| Jahr      | 1962 | 1968 | 1975 | 1982 | 1990 | 1999 | 2011 | 2021 |
| --------- | ---- | ---- | ---- | ---- | ---- | ---- | ---- | ---- |
| Einwohner | 276  | 256  | 289  | 363  | 439  | 462  | 468  | 509  |

Im Jahr 1793 zur Gründung der Gemeinde wurde mit 603 Bewohnern die erste und bisher höchste Einwohnerzahl ermittelt. Die Zahlen basieren auf den Daten von cassini.ehess und INSEE.

## Sehenswürdigkeiten
- Kirche Saint-Pierre-ès-Liens[7]
- ehemaliger Taubenturm aus dem 16. Jahrhundert, heute Getreidesilo
- Gefallenendenkmal
- mehrere Flurkreuze und Brunnen

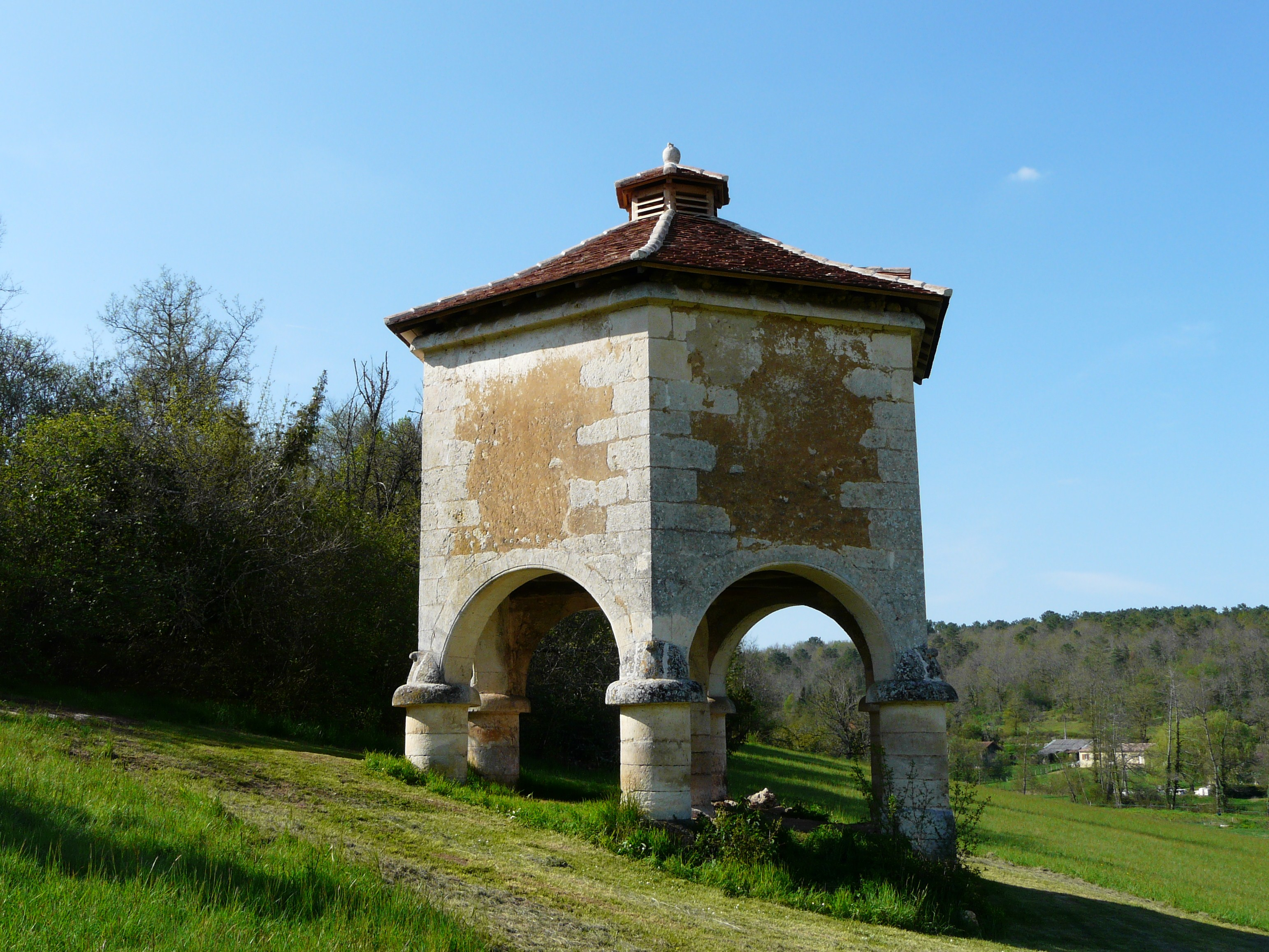
Ehemaliger Taubenturm, heute Getreidespeicher
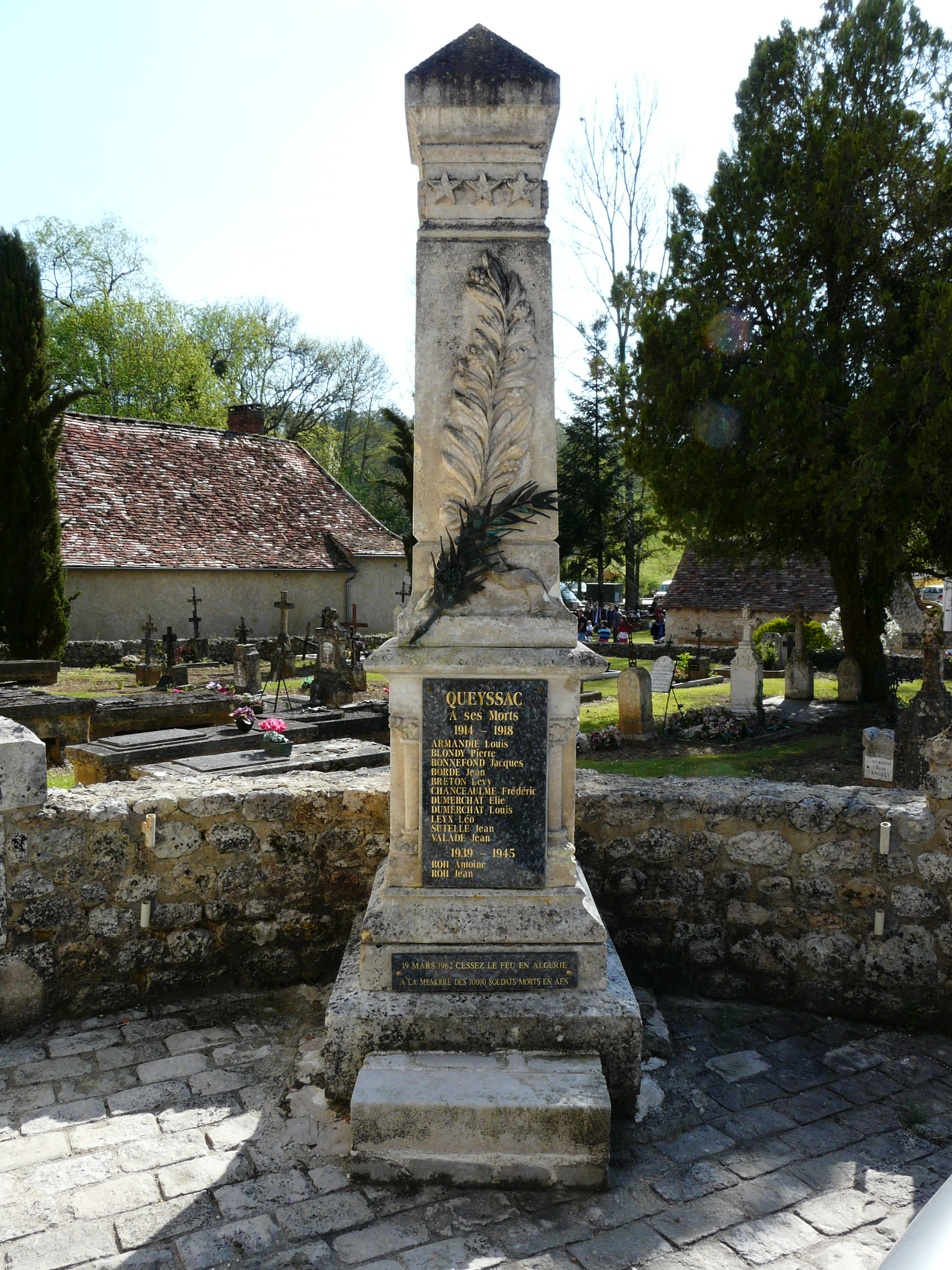
Gefallenendenkmal
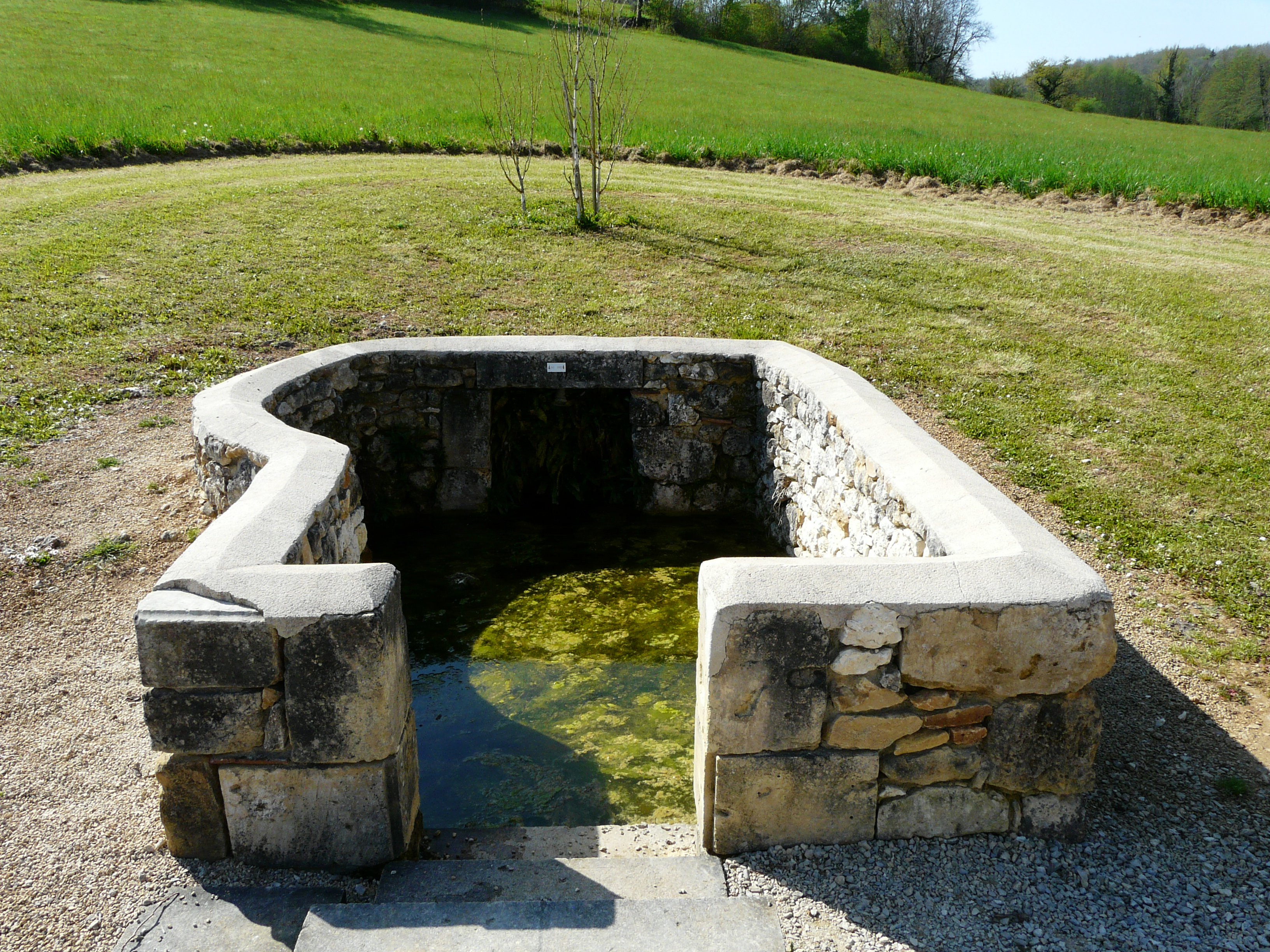
Einer der Brunnen in Queyssac

Kirche Saint-Pierre-ès-Liens in Queyssac
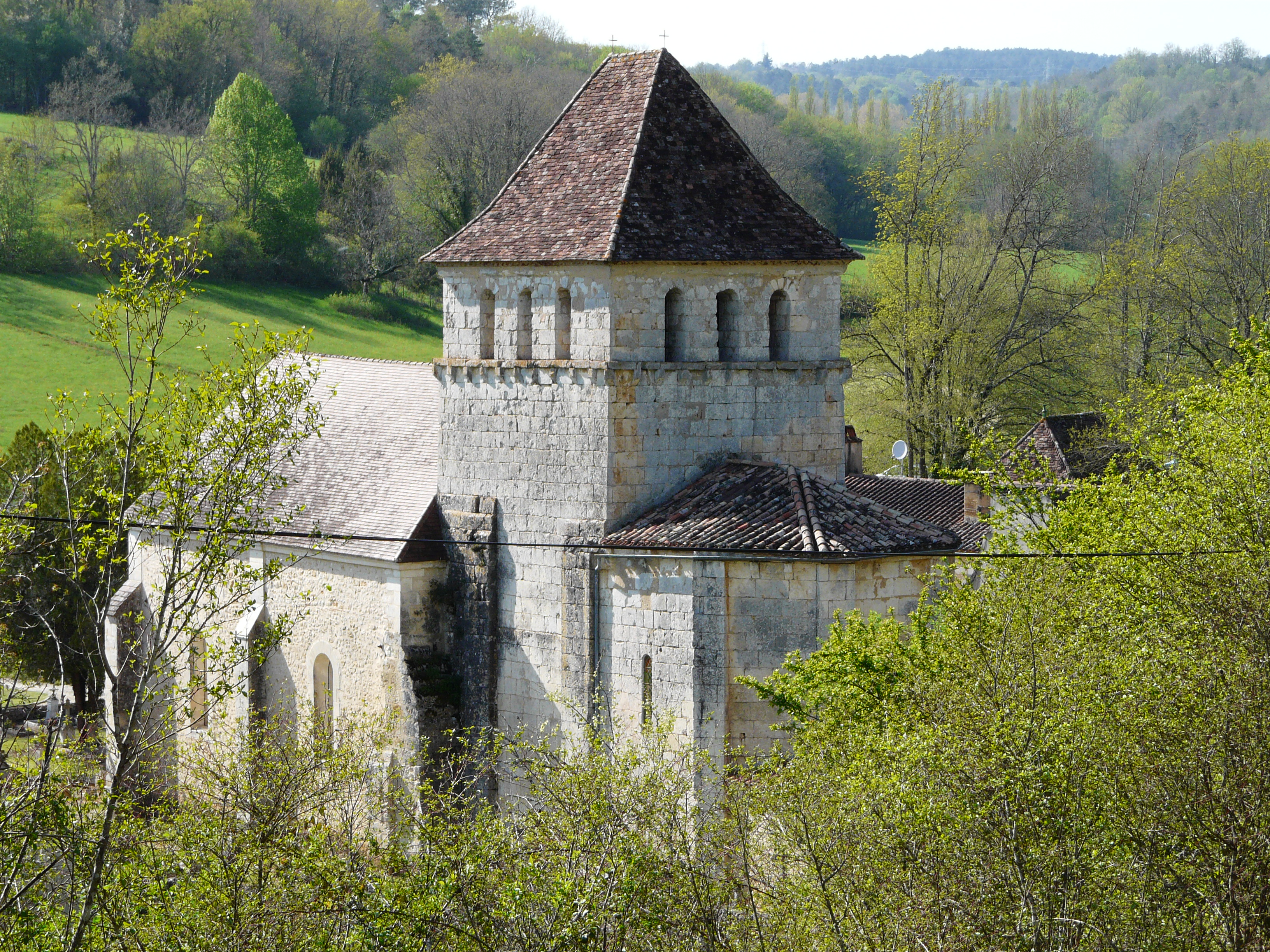
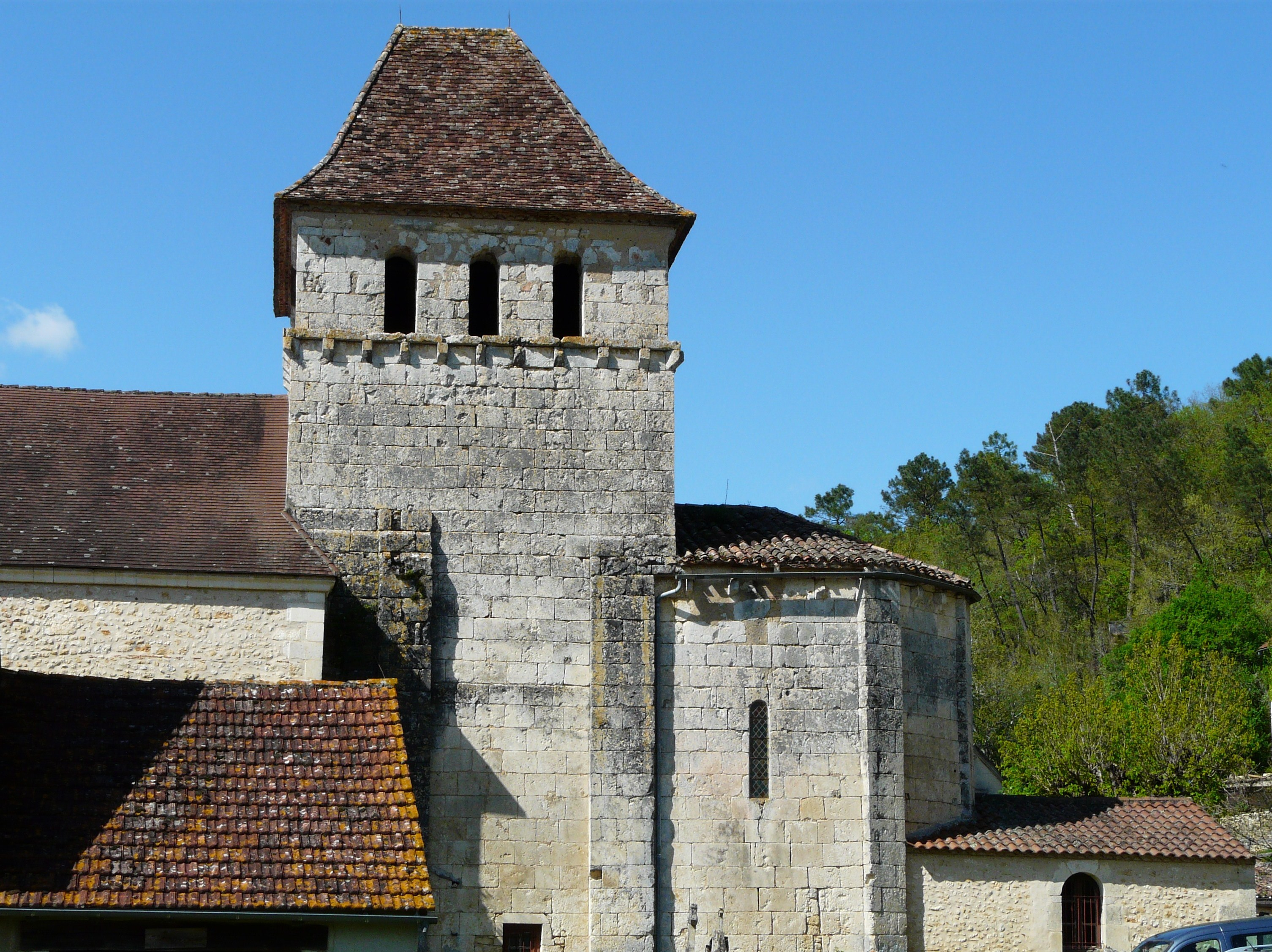
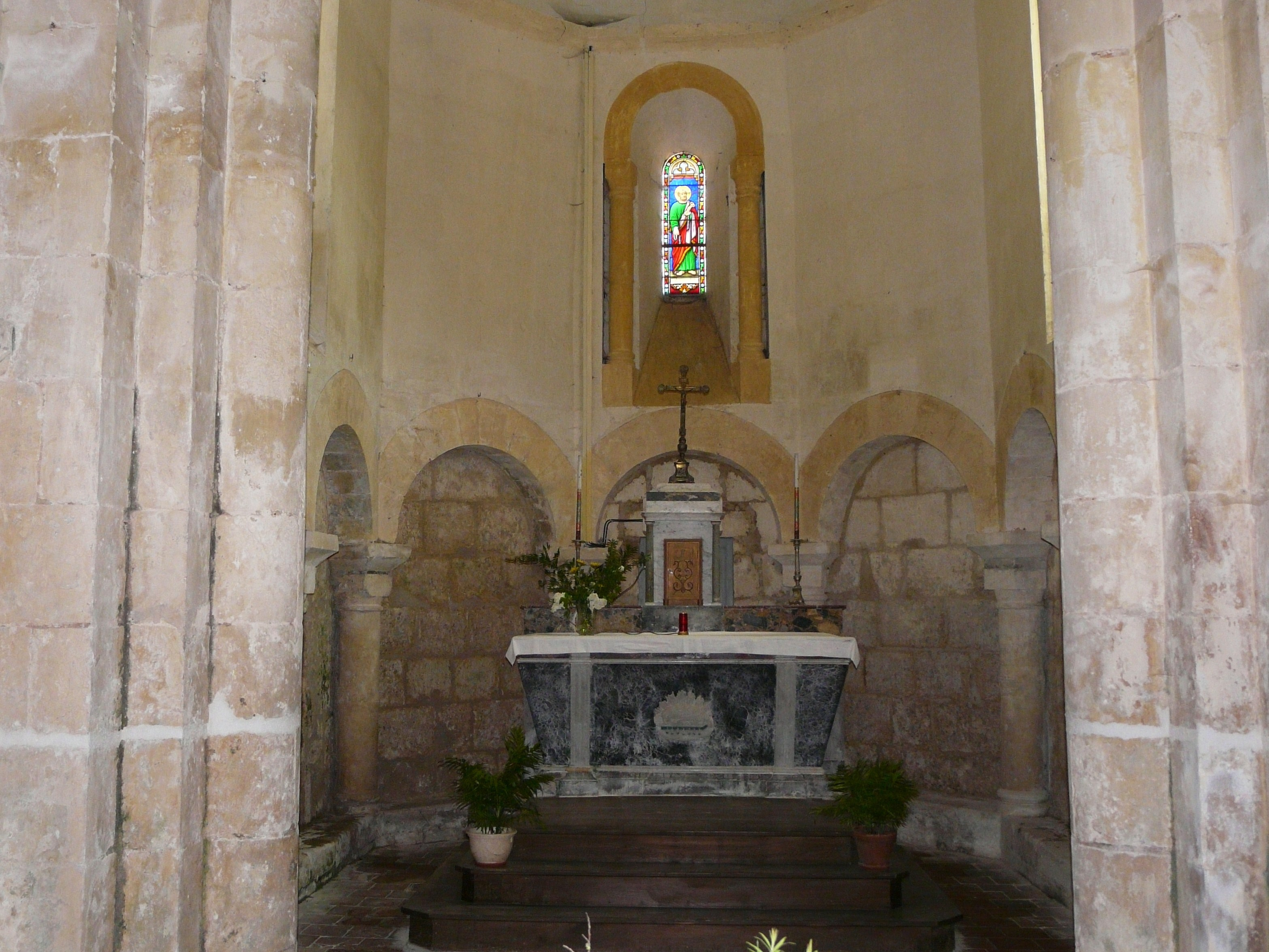
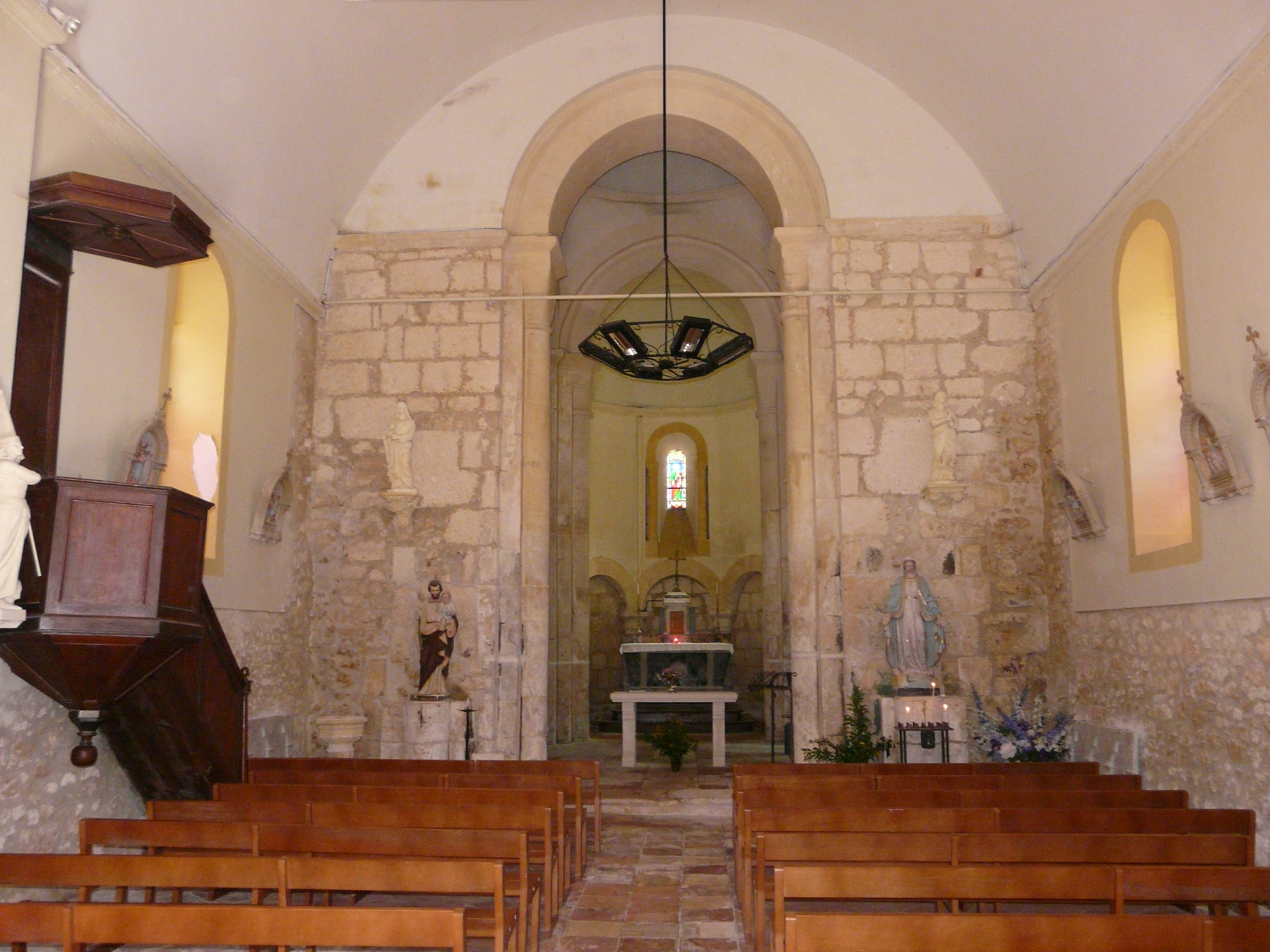

## Wirtschaft und Infrastruktur
In der Gemeinde Queyssac sind acht Landwirtschaftsbetriebe (Getreide- und Futtermittelanbau, Milchviehhaltung, Rinder-, Ziegen- und Schafzucht) und ein Winzerbetrieb ansässig. Die Reben in der Gemeinde sind Teil des Weinbaugebietes Sod-Ouest.
Im Südosten der Gemeinde wird Queyssac von der Route nationale 21 tangiert, die von Bergerac nach Périgueux führt. Der zehn Kilometer entfernte Bahnhof von Bergerac liegt an der Bahnstrecke von Libourne nach Le Buisson-de-Cadouin.

## Belege
1. ↑  Okzitanische Ortsnamen im Périgord (Memento des Originals vom 11. August 2016 im Internet Archive)  Info: Der Archivlink wurde automatisch eingesetzt und noch nicht geprüft. Bitte prüfe Original- und Archivlink gemäß Anleitung und entferne dann diesen Hinweis. (französisch)
2. ↑  Jean-Marie Cassagne und Mariola Korsak: Origine des noms de villes et villages de Dordogne, éditions Bordessoules, 2009
3. ↑  Chantal Tanet und Tristan Hordé: Dictionnaire des noms de lieux du Périgord, éditions Fanlac, 2000, (ISBN 2-86577-215-2), S. 279
4. ↑  Queyssac auf der Cassini-Karte
5. ↑  Queyssac auf cassini.ehess
6. ↑  Queyssac auf INSEE
7. ↑  Beschreibung der Kirche auf queyssac.com (Memento des Originals vom 22. Oktober 2019 im Internet Archive)  Info: Der Archivlink wurde automatisch eingesetzt und noch nicht geprüft. Bitte prüfe Original- und Archivlink gemäß Anleitung und entferne dann diesen Hinweis. (französisch)
8. ↑  Landwirtschaftsbetriebe auf annuaire-mairie.fr (französisch)